# ФК Харич анд Паркстън
ФК Харич анд Паркстън (на английски: Harwich & Parkeston F.C) е английски футболен клуб от град Харич. Отборът се състезава в Регионална Футболна Лига на Източна Англия – деветото ниво на английския клубен футбол.

## История
Клубът е един от създателите на лигата, в която играе. През 1953 тимът печели ФА Аматьор Къп.